# Stade Camille-Lebon
Le stade Camille-Lebon est un stade de football situé à Angoulême. Ouvert en 1932 et d'une capacité actuelle de 6 500 places, il accueille les rencontres à domicile de l'Angoulême Charente FC.
Il porte le nom d'un dirigeant historique de l'AS Angoulême, club de football populaire dans les années 1950 et 1960, devenu depuis l'Angoulême Charente FC.

## Historique
En 1910, la ville d'Angoulême crée l'actuel parc municipal des sports. Ce dernier comprend un terrain d'honneur de rugby et de football (actuel stade Chanzy) puis à partir de 1932 un terrain uniquement destiné au football (actuel stade Camille-Lebon). 
Depuis cette date, le club de football d'Angoulême l'utilise pour ses matchs à domicile sauf avant l'agrandissement de « Lebon » dans les années 1950 et 60 où l'équipe fanion du club jouait ses rencontres de haut niveau (Division 1 et Division 2) au stade voisin de Chanzy, principal stade d'Angoulême destiné habituellement au rugby et d'une capacité un peu plus importante. 
Aujourd'hui, « Lebon » peut accueillir jusqu'à 6 500 personnes. Il est aussi utilisé pour les différentes finales organisées par le district de football de la Charente.
Le stade Lebon accueille, le 30 mai 2007, l'équipe de France féminine pour une rencontre face à la Slovénie comptant pour les qualifications de l'Euro 2009. Les Françaises l'emportent sur le score de six buts à zéro.
Le 9 décembre 2023, il acccueille le 8è tour de la Coupe de France entre l'Angoulême Charente FC et FC Girondins de Bordeaux devant près de 4 000 spectatateurs qui voient les Bordelais s'imposer sur le score de un but à 0,.